# نينا شيا
نينا هوب شيا (بالإنجليزية: Nina Hope Shea)‏ هي محامية حقوق إنسان ومدافعة حريات المسيحية أمريكية ولدت في يوم 17 أغسطس 1953 في بنسيلفانيا. درست المحاماة في الجامعة الأمريكية في كلية واشنطن للقانون. شغلت منصب المشرفة على المركز الأمريكي الحريات الدينية العالمية من سنة 1999 إلى سنة 2012.